# Danse macabre à Belgrade
Danse macabre à Belgrade est le 82e roman de la série SAS, écrit par Gérard de Villiers et publié en 1986 dans la collection Plon (Presses de la Cité). Comme tous les SAS parus au cours des années 1980, le roman a été édité lors de sa publication en France à 100 000 exemplaires.
L'action se déroule courant 1986 à Belgrade.
Malko Linge est chargé d'exfiltrer un terroriste de l'Asala afin qu'il donne des informations à la CIA.

## Personnages principaux
- Malko Linge : héros du roman, Autrichien, agent contractuel de la CIA.
- Aram Erivanian : membre de l'Asala.

## Résumé
À Belgrade, alors capitale de ce qui est la Yougoslavie, un ancien fondateur de l'Asala, Aram Erivanian, légèrement inquiété par une faction de son mouvement lui étant hostile, souhaite monnayer sa mémoire contre une protection de la CIA. Grâce à lui, il serait possible de remonter jusqu'à Abu Nidal, d'où l'importance de cette opportunité pour les services de l'Ouest. 
La CIA ordonne à Malko, au lieu de traquer des terroristes, d'en exfiltrer un.

## Autour du roman
La prochaine fois que Malko retournera en Yougoslavie, ce sera :
- en 1993 : Mission Sarajevo - SAS no 109,
- en 1996 : Tu tueras ton prochain - SAS no 124,
- en 1999 : Bombes sur Belgrade - SAS no 136,
- en 2003 : Pacte avec le diable - SAS no 152.